# Kloster Neuenkamp

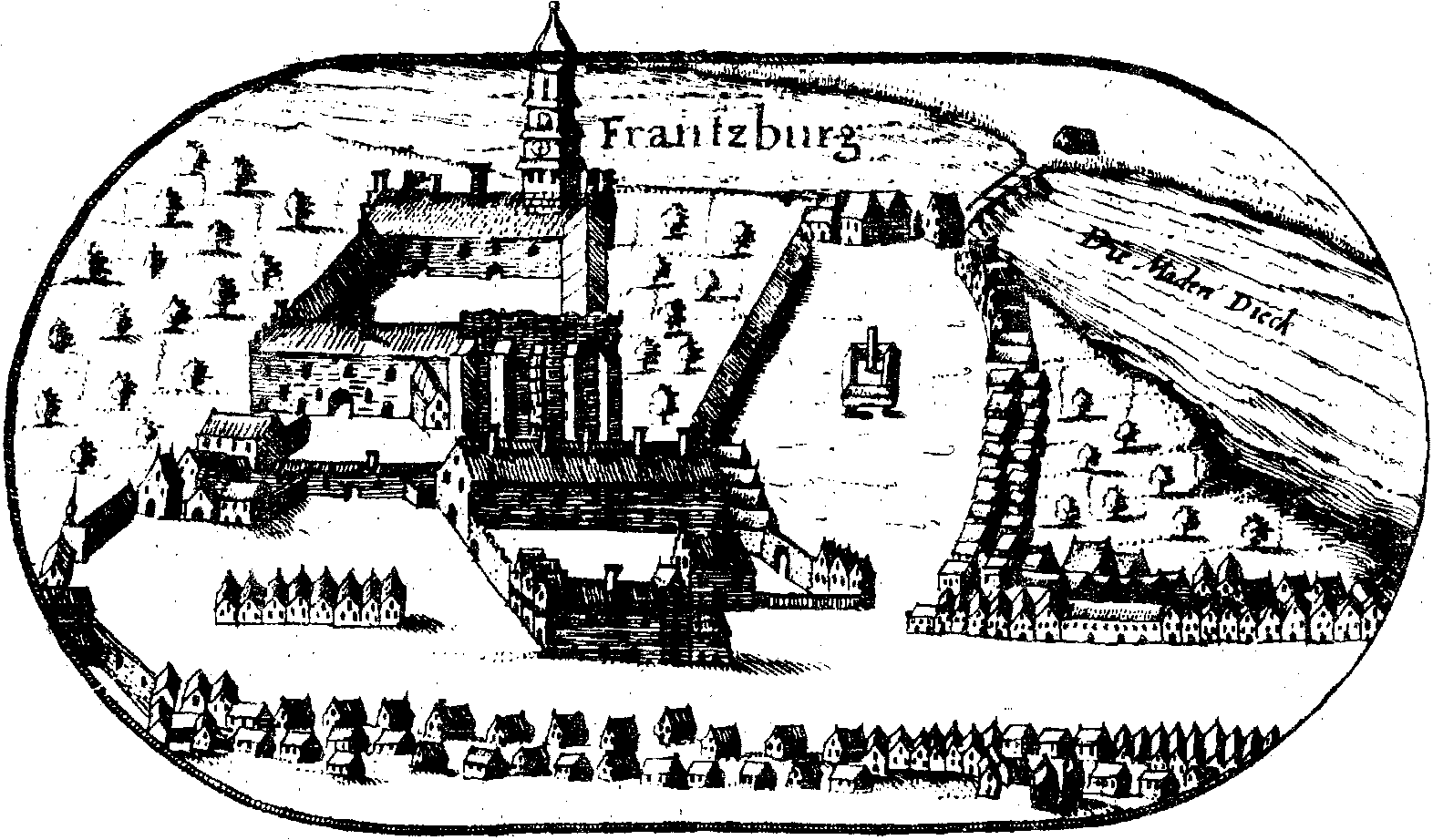
Franzburg um 1618 mit der seit 1578 zum herzoglichen Schloss umgebauten Klosteranlage auf der Lubinschen Karte

Das Kloster Neuenkamp ist ein ehemaliges Zisterzienserkloster im Stadtgebiet der heutigen Stadt Franzburg in Mecklenburg-Vorpommern. Vom Kloster ist nur ein Teil der ehemaligen Klosterkirche erhalten, welche 1580 zur Schlosskirche umgebaut wurde.

## Geschichte
1231 hatte der Rügenfürst Wizlaw I. dem Abt Arnold von Camp vom Zisterzienserkloster Altenkamp am Niederrhein (heute Stadt Kamp-Lintfort) den Bau eines Tochterklosters gestattet, das bald den Namen Neuenkamp führte. Neben den Gütern zur Anlage eines Klosters verlieh er dem Kloster ausdrücklich das Recht Menschen beliebiger Nationalität und beruflicher Qualifikation anzusiedeln. In den Jahren 1233/34 bezog der Konvent den Rosetum sanctae Mariae (Rosengarten der Heiligen Maria) an der Blinden Trebel. Bestandteil der Stiftung waren auch der Ort Richtenberg mit einer Salzquelle sowie drei weitere Ortschaften, die durch deutsche Lokatoren angelegt worden waren. Außerdem bekam das Kloster 300 Hufen zu rodenden Wald, in dem in den nächsten Jahrzehnten 20 Siedlungen mit deutschen Namen angelegt wurden. Das Kloster erwarb weiteren umfangreichen Grundbesitz in Pommern, Rügen und auch im weit entfernten Mecklenburg. Dabei war der Konvent dort vor allem an Mühlen und Fischereigerechtigkeiten interessiert.
Recht früh, schon 1257, erwarb die Zisterze in Stralsund den Kampischen Hof. Er diente damals dem Kloster als Handelshof, wo die landwirtschaftlichen Produkte wie Getreide und Wolle verkauft und benötigte Waren eingekauft wurden. Daneben entwickelte sich mit Richtenberg ein örtlicher Markt im Klostergebiet. Um 1280 lebten im Kloster mehr als 60 Mönche und 50 Konversen. Die wirtschaftliche Entwicklung der Zisterze verlief so erfolgreich, dass 1296 auf Hiddensee schon das Tochterkloster St. Nikolaus gegründet werden konnte. 
Die Klosterkirche Neuenkamp war nach einer einheitlichen Planung zwischen 1280 und 1300 aus Backsteinen als große gotische Hallenkirche von 25 Metern Breite und 90 Metern Länge mit Querarmen und dreijochigem Chor errichtet worden. 
Leider ist nach der Säkularisation 1535 von der Klosterkirche nach dem Abbruch und Umbau 1580 zur Schlosskirche heute nur noch der südliche Querflügel, etwa ein Sechstel der ursprünglichen Kirche, als Pfarrkirche erhalten geblieben. Die Äbte des Klosters bezeichnete Kaiser Karl V. als die obersten Prälaten in Pommern.
Bis Ende des 13. Jahrhunderts konnte das Kloster umfangreiche Besitzanteile an zahlreichen Dörfern in Mecklenburg um Goldberg in Augzin, Below, Zidderich, Diestelow, Medow, Wendisch Waren, Woosten und Poserin und in der Stadt Goldberg erwerben. Schon 1295 schenkte Fürst Nikolaus von Werle dem Kloster eine Mühle in Goldberg und schloss in seine Schenkung den generellen Fisch- sowie Aalfang in den Mühelengewässern mit ein. 1328 kaufte Neuenkamp dem Kloster Dobbertin eine Getreidepacht von 23 Scheffel aus der Mühle von Goldberg ab. 
Auch 1295 erwarb das Kloster für 450 Mark noch eine Mühle in Plau und 1328 besaß der Konvent das alleinige Mühlenmonopol um die Stadt Plau. 1437 verkaufte das Kloster die Mühlen mit dem Hof in Plau an die Herzöge von Mecklenburg für 1600 sundische Mark. Im 15. Jahrhundert musste sich das Kloster verschulden, nachdem es auf dem Klostergebiet zu Fehden gekommen war. 1455 erfolgte dann der Verkauf der meisten mecklenburgischen Güter um Goldberg an Herzog Heinrich von Mecklenburg für 1300 rheinische Gulden, wofür der Konvent schon 1448 die Zustimmung des Generalkapitels erhielt. Dem Abt Johann Sasse gelang es in seiner 23-jährigen Amtszeit, das Kloster wirtschaftlich wieder zu sanieren. Er beteiligte sich 1456 auch an der Gründung der Universität Greifswald, die das Kirchenpatronat über die Tribseeser und die Tribohmer Kirche innehatten. Zur Zeit seiner größten Ausdehnung hatte das Kloster in fast 90 Dörfern Landbesitzungen oder Privilegien.

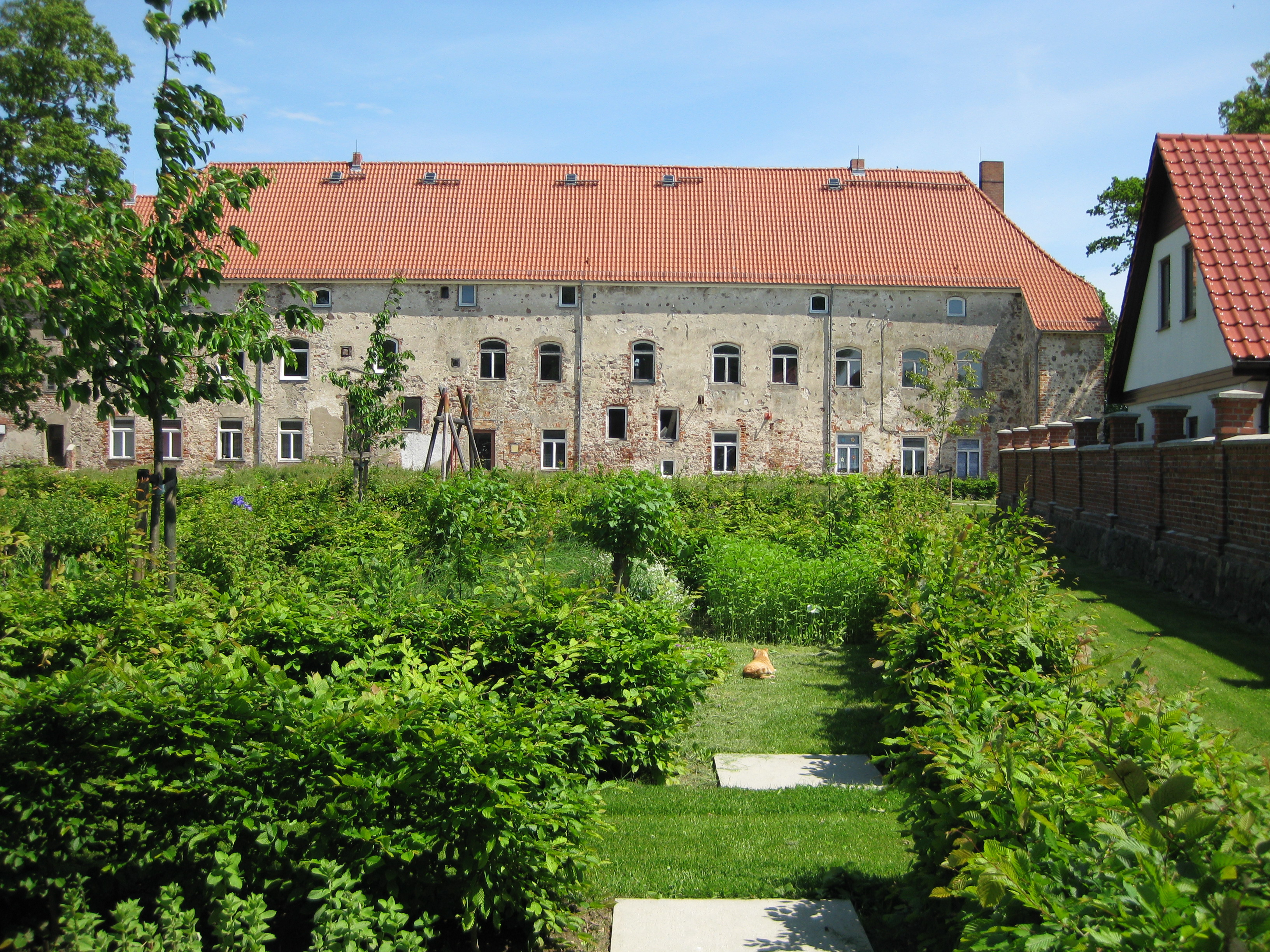
Einstiger Klostergarten

Herzog Georg I. ließ 1525 nach dem Stralsunder Kirchenbrechen die Kleinodien des Klosters ins Schloss Wolgast bringen. Johannes Bugenhagen führte 1535 die Visitation des Klosters Neuenkamp zur Durchsetzung der neuen Kirchenordnung durch. Im selben Jahr erfolgte die Säkularisation des Klosters, welches in ein herzogliches Amt umgewandelt wurde. Der letzte Klostervorsteher, Abt Johann Molner, der zunächst in den Kampischen Hof gezogen war, erhob dagegen beim Reichskammergericht Klage. Der langwierige Prozess führte zu keinem Ergebnis und der Abt starb darüber 1540, im Speyerer Exil. Um sich gegen das drohende Eingreifen der Reichsgewalt zu schützen, trat Pommern dem Schmalkaldischen Bund bei.
Die Klostergebäude wurden nach der Reformation auch zeitweise von der herzoglichen Familie und dem Hofstaat genutzt. So residierte nach dem Wolgaster Schlossbrand von 1557 Herzog Philipp I. für einige Monate in Neuenkamp. Trotzdem verfielen die Gebäude zusehends. Die Kirche war 1561 „mehr denn halb niedergebrochen“. Ab 1578 ließ Herzog Bogislaw XIII., dem in der Landesteilung von 1569 die Ämter Barth und Neuenkamp als Apanage zugefallen waren, die Klosteranlage durch Christoph Haubitz in ein prunkvolles vierflügeliges Schloss (siehe Bild auf der Lubinschen Karte) umbauen. Er veranlasste auch den Bau einer Manufaktursiedlung, die er zu Ehren seines Schwiegervaters, Herzog Franz von Braunschweig-Lüneburg, Franzburg nannte. Als er 1605 die Ämter Franzburg und Barth wieder an den regierenden Herzog von Pommern-Wolgast, seinen Neffen Philipp Julius, zurückgab, beklagte dieser sich über den bereits fortgeschrittenen Verfall der Schlossanlage in Franzburg.

## Äbte des Klosters
Namen und Jahreszahlen bezeichnen die urkundlich nachweisbare Erwähnung als Abt.
- 1242–1253 Alexander
- 1258–1278 Alexander
- 1282–1309 Arnoldus
- 1309–1316 Dietrich
- 1319 0000 Heinrich
- 1326–1327 Dietrich
- 1332 0000 Johannes
- 1333–1340 Konstantin
- 1344–1349 Heinrich
- 1349 0000 Johann
- 1351–1388 Heinrich (von Wildeshausen)
- 1399–1414 Johannes Witte
- 1415–1425 Dietrich
- 1427–1443 Johannes
- 1443–1465 Matthias Range
- 1468 0000 Nikolaus
- 1469 0000 Michael
- 1472–1495 Johannes (Sasse)
- 1497–1499 Heinrich Swinemann
- 1500–1518 Heinrich Witte
- 1519–1520 Vicko
- 1520–1529 Valentin
- 1533–1535 Johann Molner
- 1549 0000 Peter von Erkelenz

## Klosterkirche
→  Hauptartikel: Kirche Franzburg
Die Klosterkirche wurde zwischen 1280 und 1330 gebaut. Der Hallenbau hatte den Grundriss eines lateinischen Kreuzes und wurde aus Backstein auf einem Granitsockel errichtet. Die Kirche war rund 90 Meter lang. Das siebenjochige Langhaus war circa 25 Meter breit, ebenso das Querhaus und der dreijochige Chor östlich der Vierung. Der pommersche Schlosshauptmann Joachim von Plathen zeigte sich 1558 in einem Bericht beeindruckt von der Größe und Höhe der Kirche sowie von den vielen Fenstern.
Nach dem Verfall und Abriss des größten Teils der Anlage fanden die Steine in den 1580er Jahren beim Bau des herzoglichen Schlosses Verwendung. Im vierflügeligen Schlosskomplex wurde der Südteil des Querhauses als östlicher Teil des Südflügels eingegliedert. Die Strebepfeiler der Umfassungswände an der Nord-, Süd- und Westseite blieben erhalten, das Satteldach hatte man in Ost-West-Richtung gedreht und die mittlere Nordseite in Renaissanceformen geschlossen. So entstand der heutige rechteckige Backsteinbau der Franzburger Kirche mit zweigeschossiger Ostsakristei und halbrund vortretendem Treppenturm an der Westseite. Nach dem Vorbild der Stettiner Schlosskirche erfolgten an den inneren Nord- und Südseiten der Einbau massiver zweigeschossiger Emporen über Segmentbögen und Tonnengewölbe mit Stichkappen. 
Während des Dreißigjährigen Krieges wurde die Anlage zerstört und schließlich 1660 abgerissen. Nur die Schlosskirche blieb erhalten.
Bei der neugotischen Restaurierung 1876/77 unter Michael Lübke wurden neben Veränderungen an den Fenstern und dem Sakristeianbau auch der Ost- und der Westgiebel mit gestaffelten zweiteiligen Spitzbogenblenden und Fialenbekrönungen über Maßwerkfriesen versehen.
Die wahrscheinlich im 19. Jahrhundert an der äußeren Nordseite angebrachten Grabplatten der Äbte Heinrich Witte († 1518) und Valentin († 1529), mit Darstellungen der Verstorbenen ausgegründet mit geritzter Binnenzeichnung, befinden sich seit ihrer Restaurierung 2009 im Inneren der Kirche.